# Bay ny Carrickey
Bay ny Carrickey är en vik utanför Isle of Man. Den ligger i den sydvästra delen av Isle of Man, 18 km sydväst om huvudstaden Douglas.